# Microserica hispidula
Microserica hispidula är en skalbaggsart som beskrevs av Frey 1975. Microserica hispidula ingår i släktet Microserica och familjen Melolonthidae. Inga underarter finns listade i Catalogue of Life.